# Agnieszka Chwieduk
Agnieszka Chwieduk – polska etnolog, dr hab., profesor uczelni Wydziału Antropologii i Kulturoznawstwa Uniwersytetu im. Adama Mickiewicza w Poznaniu.

## Życiorys
W 1992 uzyskała tytuł magistra filologii romańskiej w Instytucie Filologii Romańskiej na Wydziale Neofilologii Uniwersytetu im. Adama Mickiewicza, następnie w 1993 tytuł magistra w zakresie etnologii w Instytucie Etnologii i Antropologii Kulturowej na Wydziale Historycznym Uniwersytetu im. Adama Mickiewicza w Poznaniu.
12 czerwca 2000 obroniła pracę doktorską Tożsamość kulturowa Alzatczyków - społeczności pogranicza, a potem otrzymała stopień doktora habilitowanego. Objęła funkcję profesora uczelni na Wydziale Antropologii i Kulturoznawstwa Uniwersytetu im. Adama Mickiewicza w Poznaniu.

## Publikacje
- 2000: Kronika wydarzeń w Alzacji (do 1949 roku)[3]
- 2000: Konferencja "Wielokulturowość: między teorią a praktyką"[3]
- 2012: O niektórych skutkach migracji w społeczności lokalnej - pomiędzy opisem a metodą : przykład rumuńskiej wsi Săpînîăţa z regionu Maramuresz[3]
- 2018: Rumuński sposób na Europę : antropologiczne studium społeczności lokalnej z Săpânţa[3]